# St. Michael (Ludwigshafen)

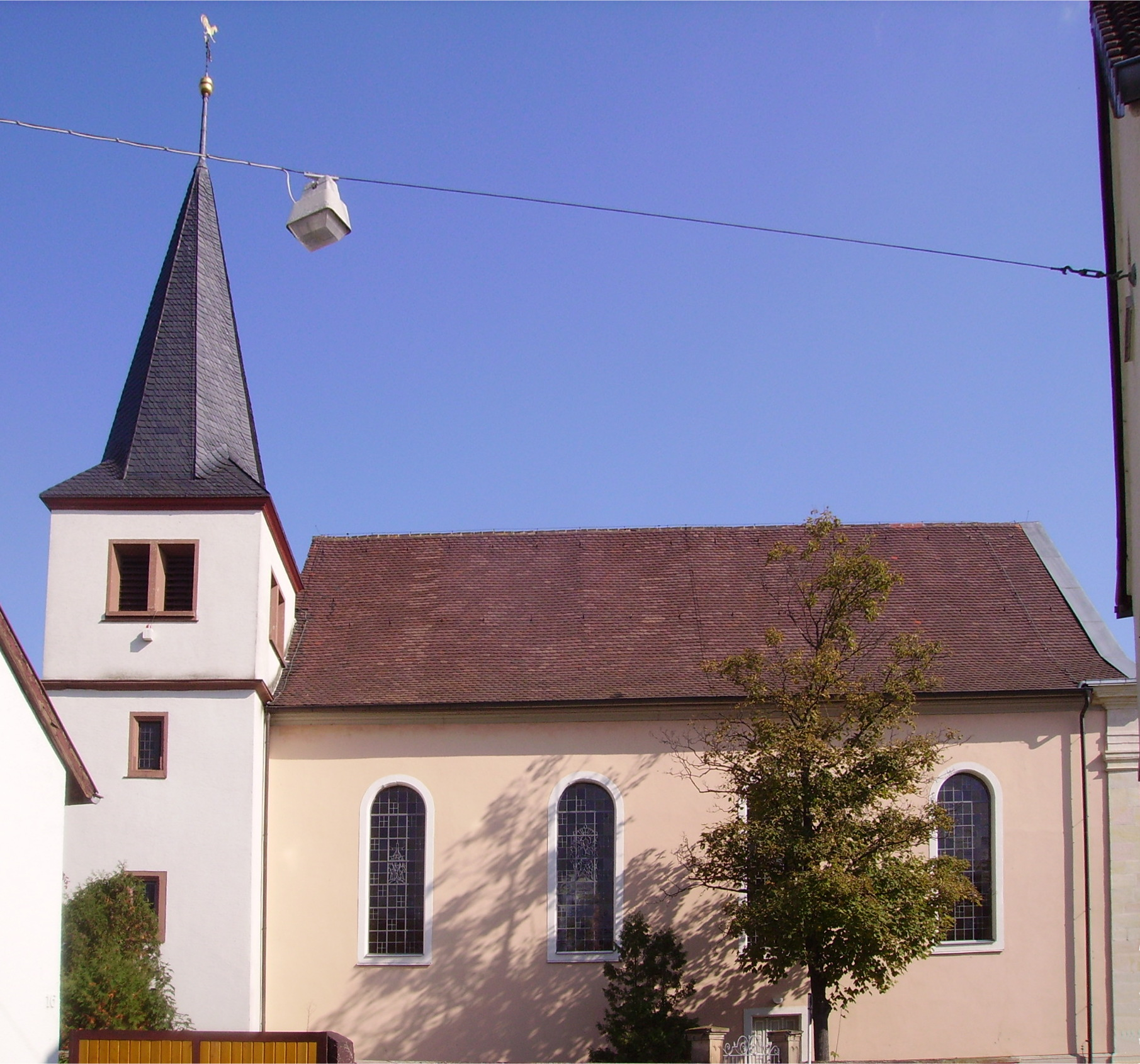
St.-Michaels-Kirche

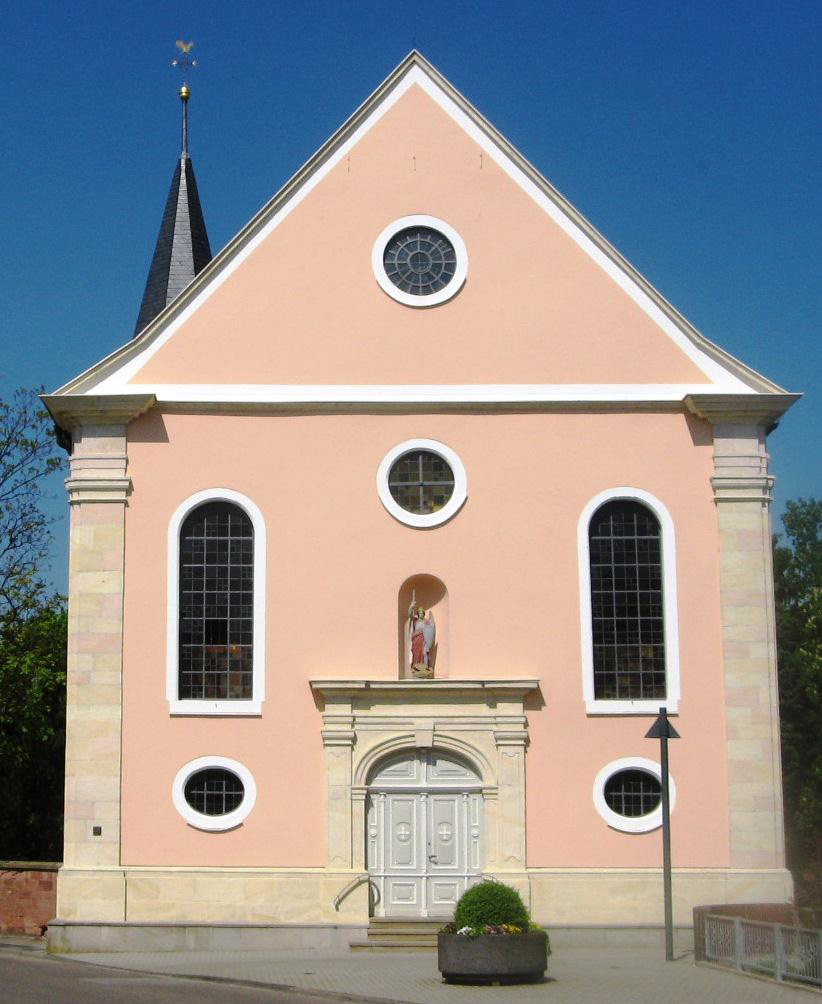
Frontansicht

Die St.-Michaels-Kirche ist eine katholische Kirche im Ludwigshafener Stadtteil Maudach. Sie wurde zwischen 1749 und 1753 erbaut. Teile der Kirche stammen vom Vorgängerbau aus dem 16. Jahrhundert.

## Geschichte
Maudach wurde 770 erstmals im Lorscher Codex erwähnt. Eine Kirche wird erstmals im Jahr 1307 genannt. Sie gehörte zum Bistum Speyer, das Patronatsrecht lag bei der Herrschaft Scharfeneck. Nachdem die Herren von Scharfeneck ausstarben wurden die Rechte an der Kirche 1427 von der Kurpfalz eingezogen. Kurfürst Friedrich I. vermachte die Herrschaft Scharfeneck und die Grafschaft Löwenstein 1482 seinem aus einer morganatischen Ehe stammenden Sohn Ludwig. In der Folgezeit lag das Patronatsrecht an der Maudacher Kirche bei den Grafen von Löwenstein und ab 1538 bei den Göler von Ravensburg, die 1547 einen lutherischen Pfarrer einsetzten. Es folgten die Herren von Hirschhorn, die ebenfalls dem Luthertum zugewandt waren und nach dem Augsburger Religionsfrieden 1555 endgültig die Reformation einführten. 1686 ordnete das Hochstift Speyer eine simultane Nutzung der Kirche an, ehe sie 1699 alleinig den Katholiken zugesprochen wurde.
Ab 1749 wurden das Langhaus und der Chor der Kirche neu erbaut. Die Pläne stammten wohl von Franz Wilhelm Rabaliatti. Die neue St.-Michaels-Kirche wurde am 30. September 1753 vom Speyerer Weihbischof Johann Buckel konsekriert. Während des Zweiten Weltkriegs wurde die Kirche 1945 beschädigt. 1950/51 wurde sie instand gesetzt. 1992 wurde die Kirche restauriert und ein neuer Altar geweiht.
Bis 2015 bildete die Pfarrgemeinde St. Michael mit der Rheingönheimer St.-Joseph-Gemeinde eine Pfarreiengemeinschaft. Seit 1. Januar 2016 bilden die Gemeinden St. Bonifaz, St. Hedwig und St. Hildegard in der Gartenstadt, St. Michael in Maudach und St. Joseph in Rheingönheim die Pfarrei Hl. Katharina von Siena mit etwa 10.170 Katholiken.

## Beschreibung

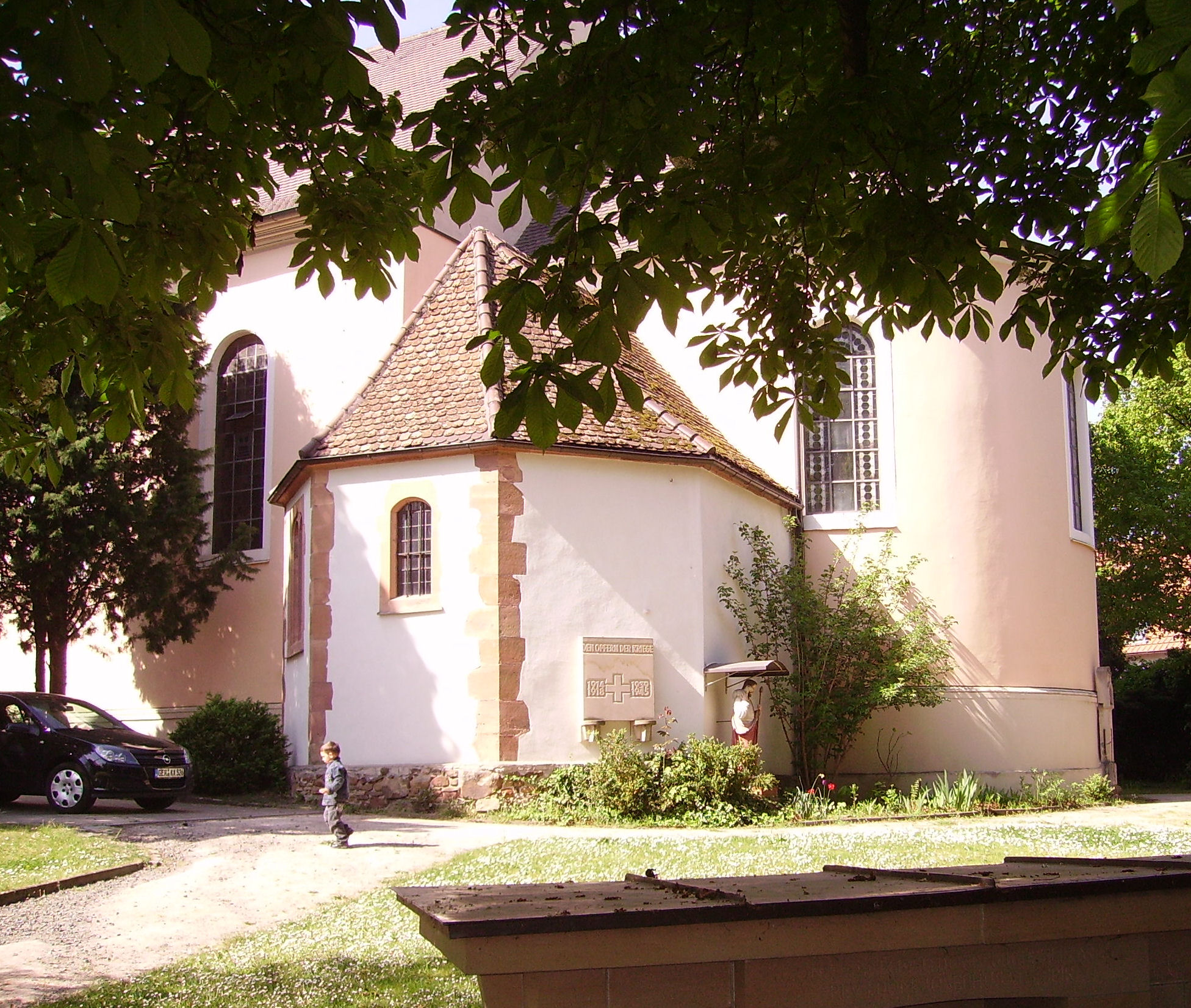
Blick auf den alten Chor, heute die Sakristei

Die ortsbildprägende St.-Michaels-Kirche steht im Norden von Maudach. Die Saalkirche besitzt ein barockes Langhaus mit einem runden Chor. An der linken Chorflanke ist der 33 Meter hohe Turm platziert, an der rechten die Sakristei. Die beiden spätgotischen Gebäudeteile sind die ältesten der Kirche und stammen noch vom Vorgängerbau. Der Turm mit seinem Spitzhelm wurde um 1500 erbaut, die Sakristei von 1535 war einst der dreiseitig geschlossene Chor. Über dem Hauptportal befindet sich eine Statue des Kirchenpatrons Erzengel Michael.
Der Zelebrationsaltar und der Sakramentsaltar stammen von dem Bildhauer Johannes Hillebrand. Er gestaltete auch das Mittelfenster, den Ambo und die Sedilien. Sein Bruder Clemens Hillebrand bemalte 1992 die Decken mit Himmelsgewölben und 1995 die zwölf Bilder des Kreuzwegs. Die Kanzel im Rokokostil schuf 1775 Christian Steiner. Zwei Gemälde aus dem 18. Jahrhundert stellen Mariä Himmelfahrt und St. Nepomuk dar. Vermutlich waren sie Teil der nicht erhaltenen barocken Seitenaltäre. Ein Andachtsbild der Pietà stammt aus dem 15. Jahrhundert. Es wurde in den 1930ern aus der Maudacher Feldkapelle in die Kirche verbracht. Das Geläut besteht aus drei Glocken mit der Schlagtonfolge gis1–h1–cis2. Sie wurden 1955 von der Gießerei Hamm gegossen.

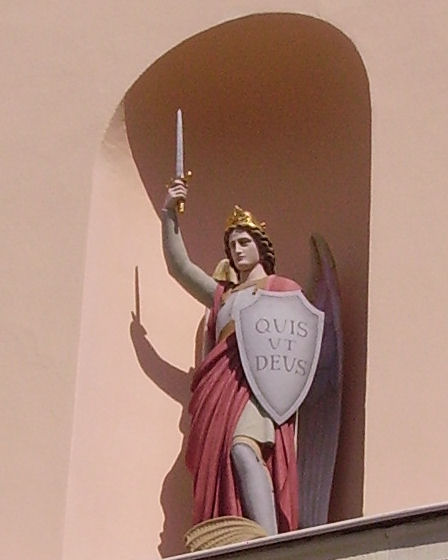
Michael-Statue
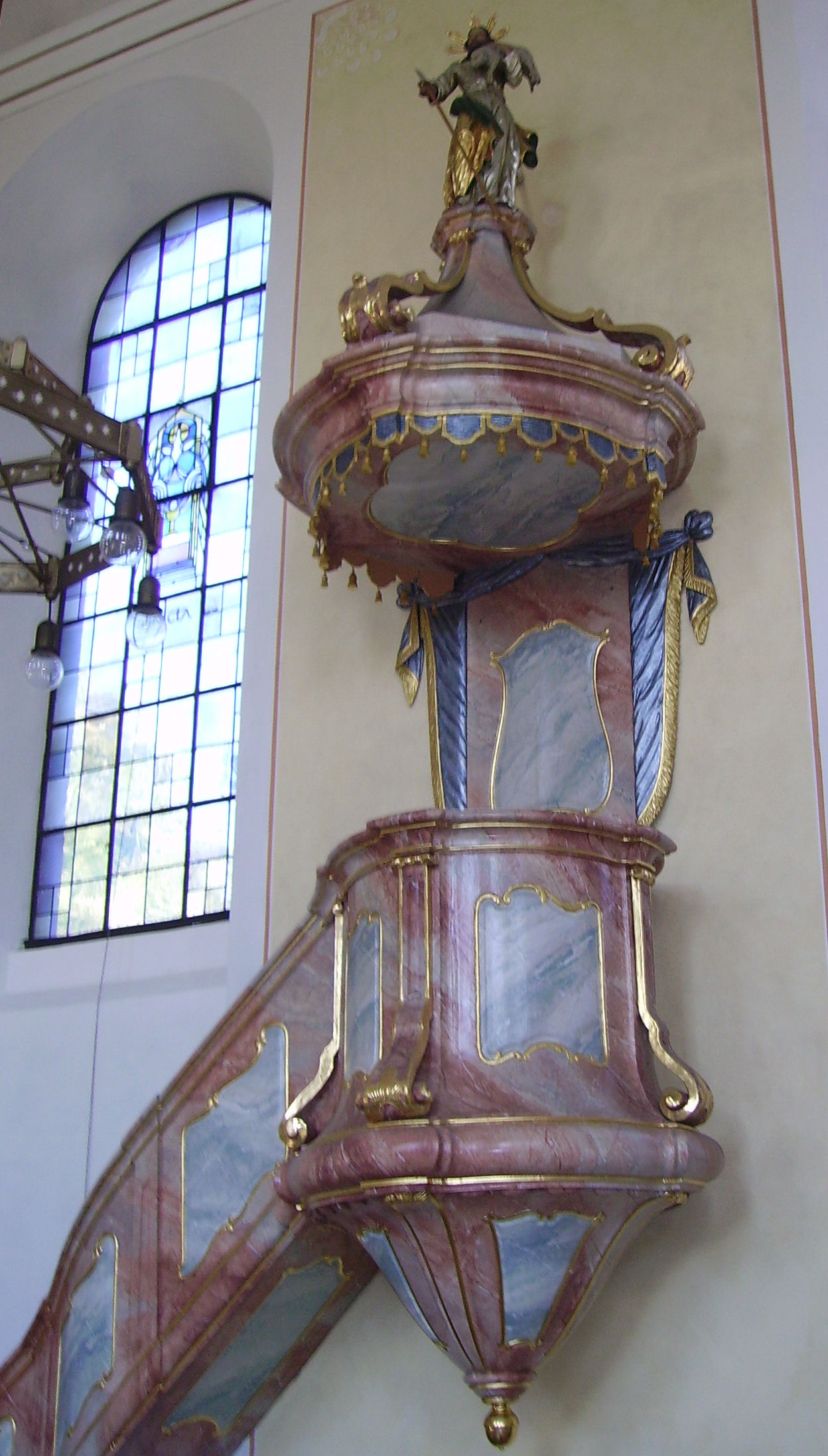
Kanzel

## Orgel

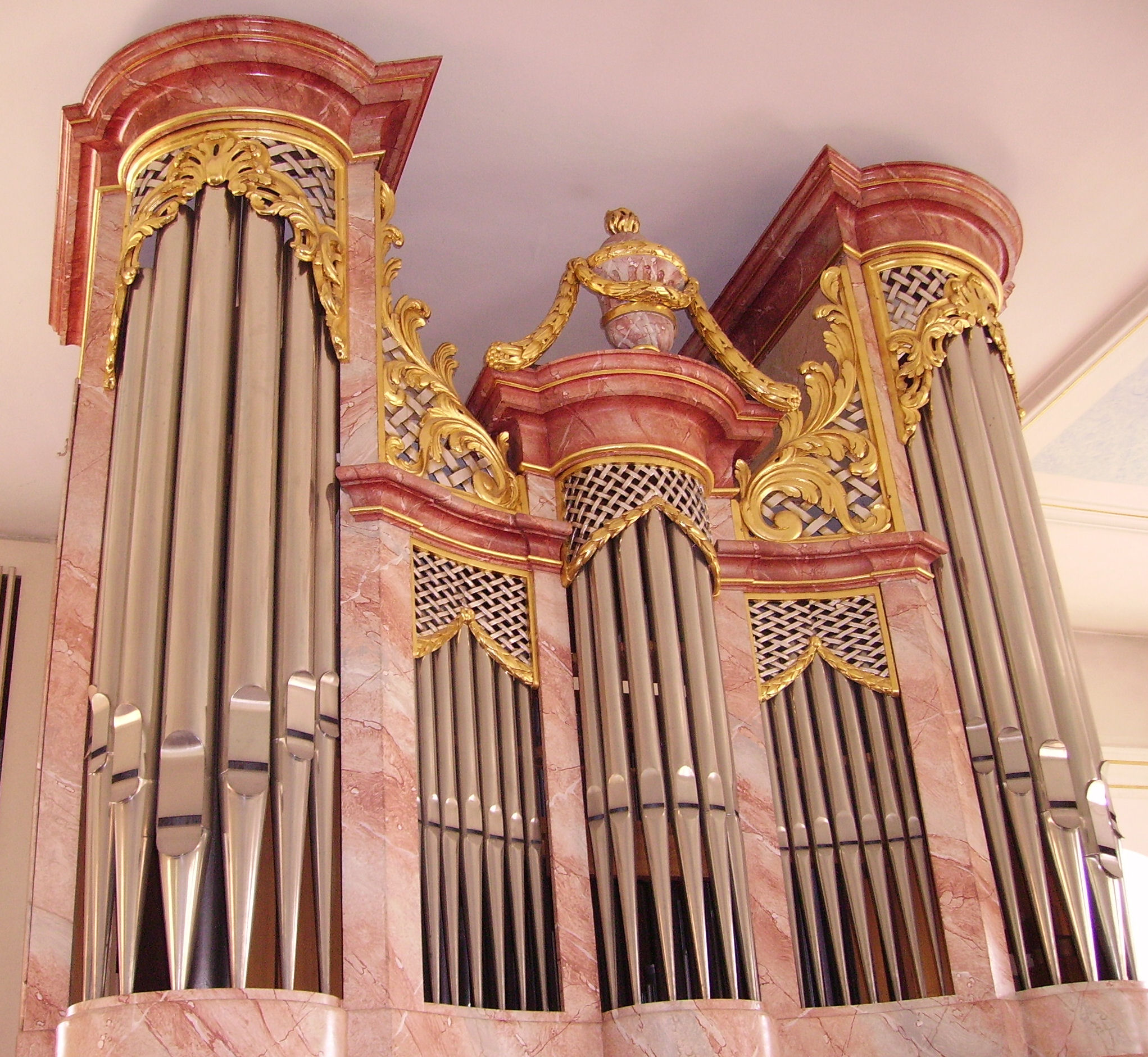
Ansicht der Orgel

Die Orgel geht auf ein 1779 von Hoforgelmacher Andreas Krämer (Mannheim) für die St.-Michael-Kirche gebautes Instrument zurück. Dessen Gehäuse ist erhalten. Franz Kämmerer (Speyer) erstellte 1915 einen pneumatischen Neubau in altem Gehäuse mit 27 Registern. Ein Umbau dieses Werkes erfolgte 1956 durch Wolfgang Scherpf (Speyer). Das heutige Instrument wurde im Jahr 1977 von den lothringischen Orgelbauern Haerpfer & Erman aus Boulay mit mechanischer Spiel- und elektrischer Registertraktur gebaut. Der Spieltisch der Orgel steht frei im Raum. Sie verfügt über 17 Register auf zwei Manualen und Pedal. Ihre Windladen sind als Schleifladen ausgeführt. Die Disposition lautet:
| I Hauptwerk C–g3 |            |       |
| 1.               | Principal  | 8′    |
| 2.               | Rohrflöte  | 8′    |
| 3.               | Octave     | 4′    |
| 4.               | Blockflöte | 2′    |
| 5.               | Cornett V  | 8′    |
| 6.               | Mixtur IV  | 1 ⁄3′ |
| 7.               | Trompete   | 8′    |

| II Schwellwerk C–g3 |                |    |
| 8.                  | Gedackt        | 8′ |
| 9.                  | Koppelflöte    | 4′ |
| 10.                 | Principal      | 2′ |
| 11.                 | Sesquialter II |    |
| 12.                 | Zimbel III     | 1′ |
| 13.                 | Oboe           | 8′ |
|                     | Tremulant      |    |

| Pedal C–f1 |          |     |
| 14.        | Subbaß   | 16′ |
| 15.        | Octavbaß | 08′ |
| 16.        | Gemshorn | 04′ |
| 17.        | Fagott   | 16′ |

- Koppeln: II/I, I/P, II/P
- Spielhilfen: 2 freie Kombinationen